# Havrebjerg (plaats)
Havrebjerg is een plaats in de Deense regio Seeland, gemeente Slagelse. De plaats telt 397 inwoners (2021).
Havrebjerg ligt in de gelijknamige parochie. De parochiekerk in in 1250 gebouwd.
In 1898 kreeg Havrebjerg een station aan de lijn Slagelse - Værslev. Op 11 december 2011 werd de stopplaats opgeheven. Het originele stationsgebouw is behouden gebleven.